# Nissi (Estonia)

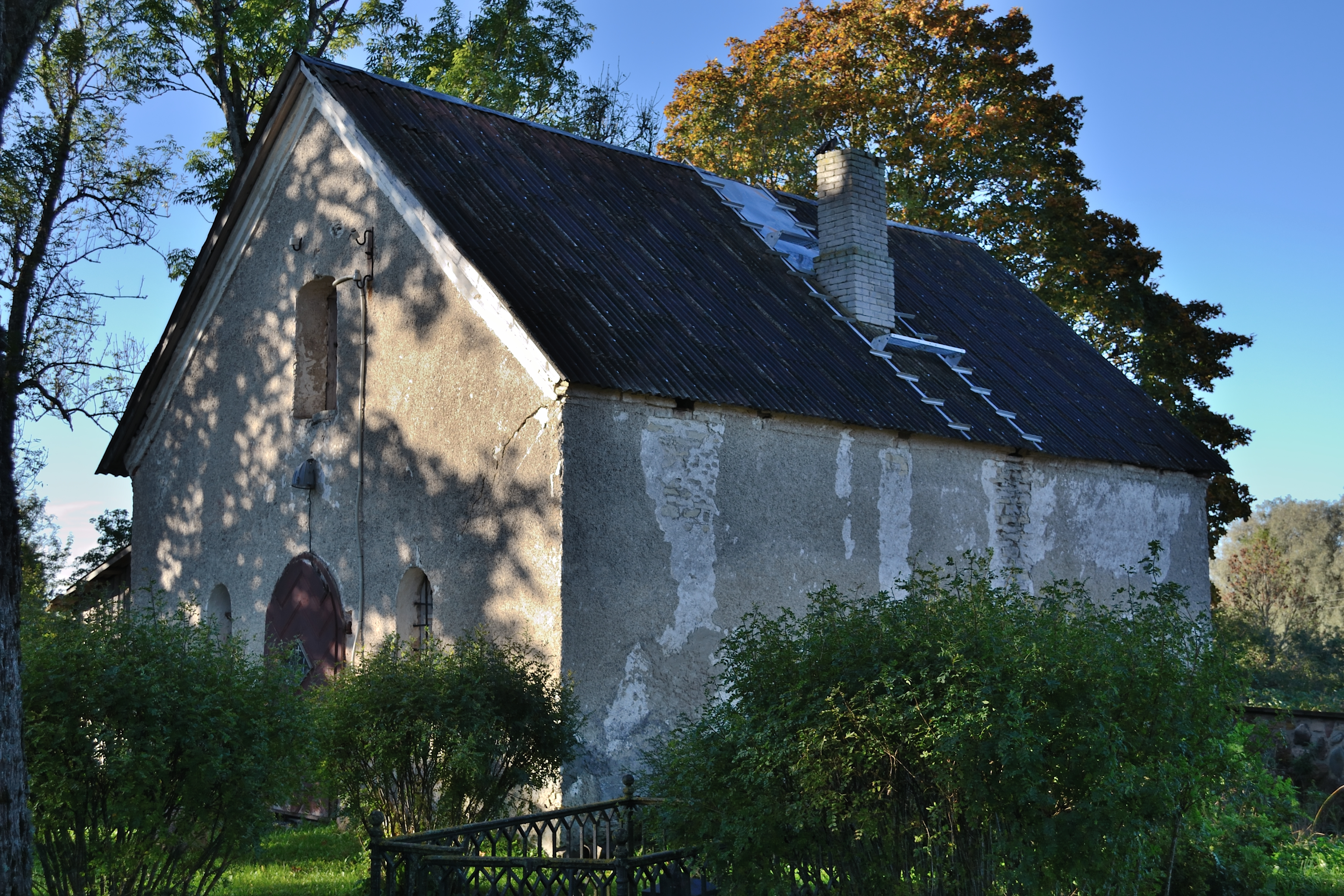

Nissi este un orășel (alevik) din Comuna Nissi, Județul Harju, Estonia.

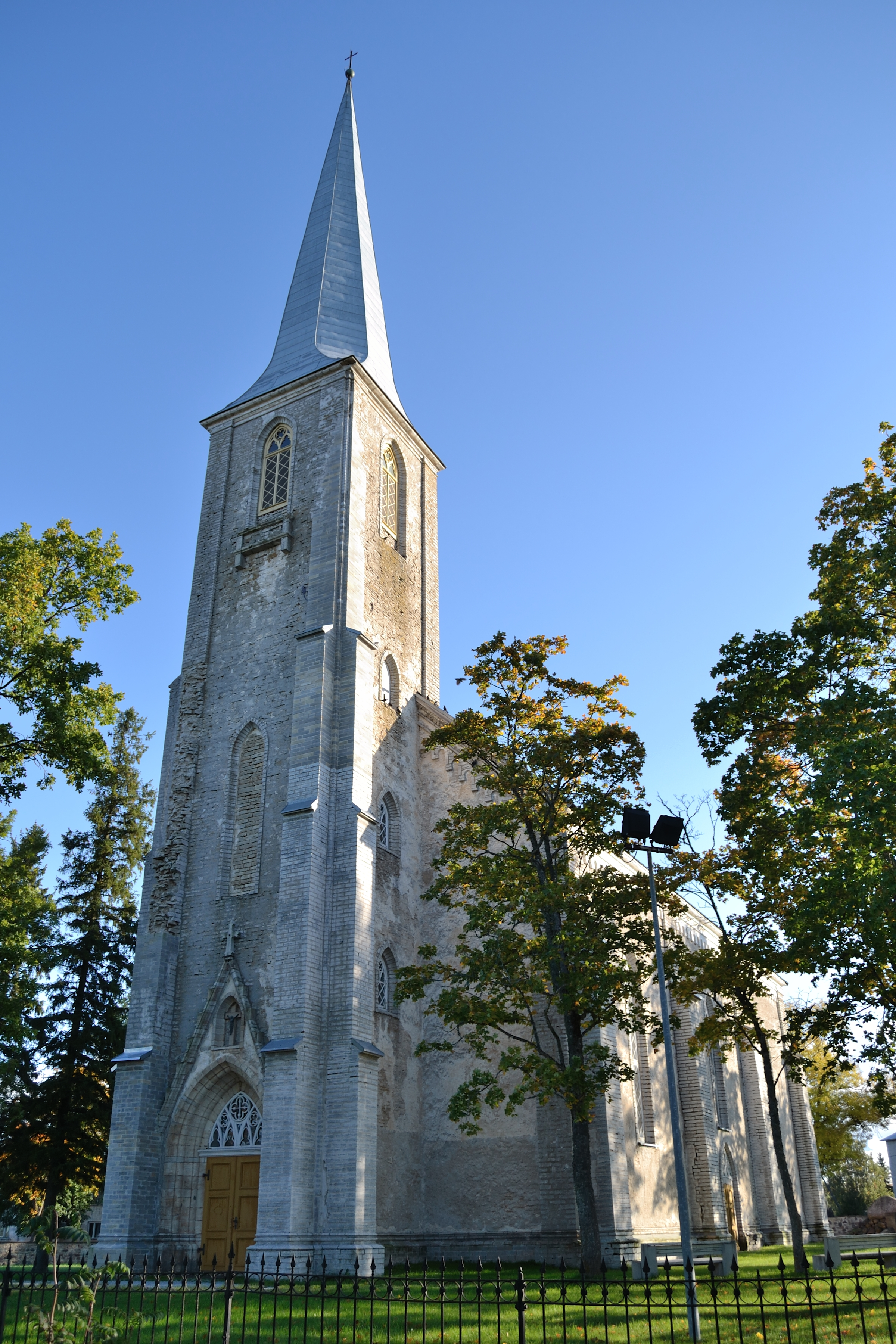
Nissi kirik
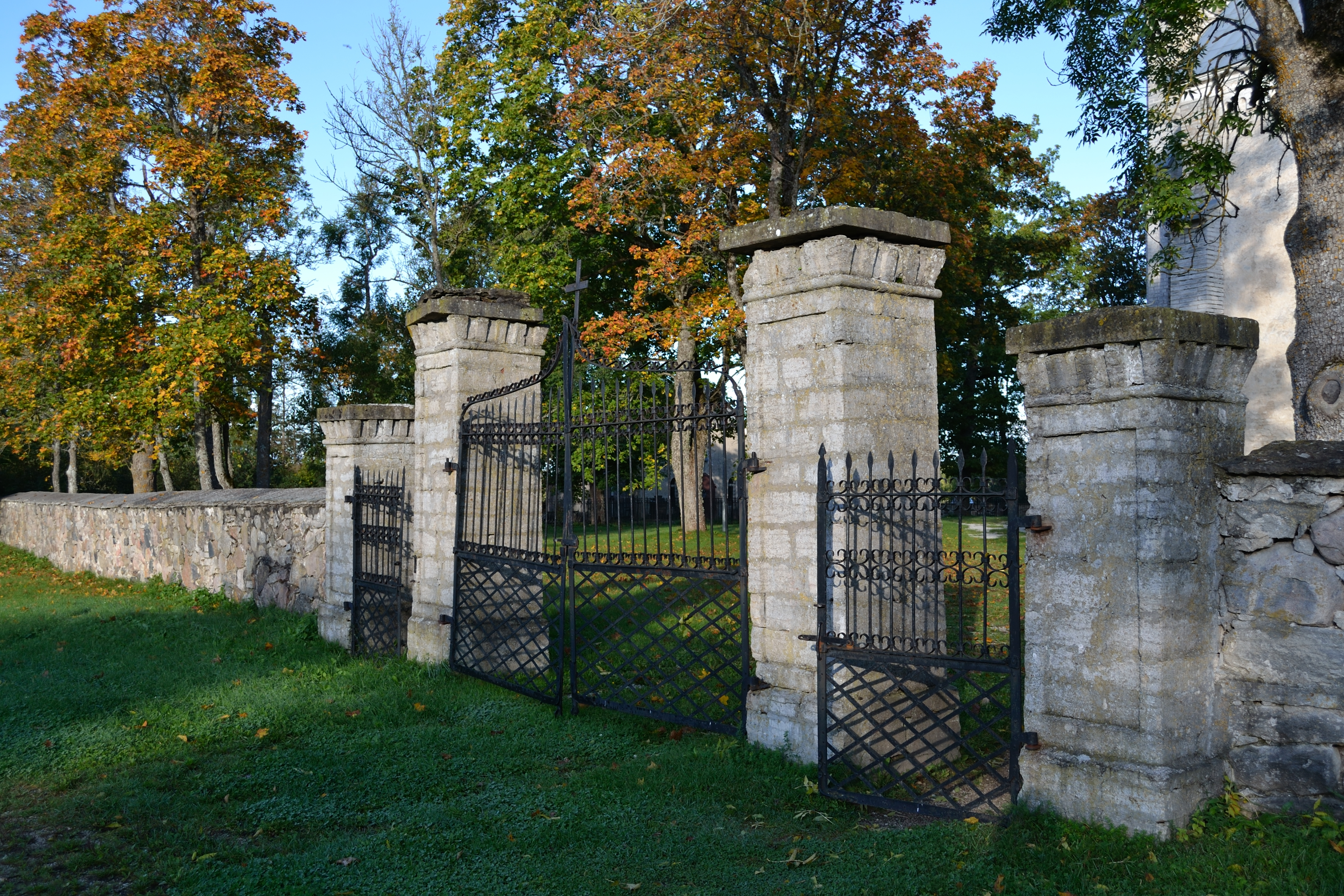
Nissi kirikuaed
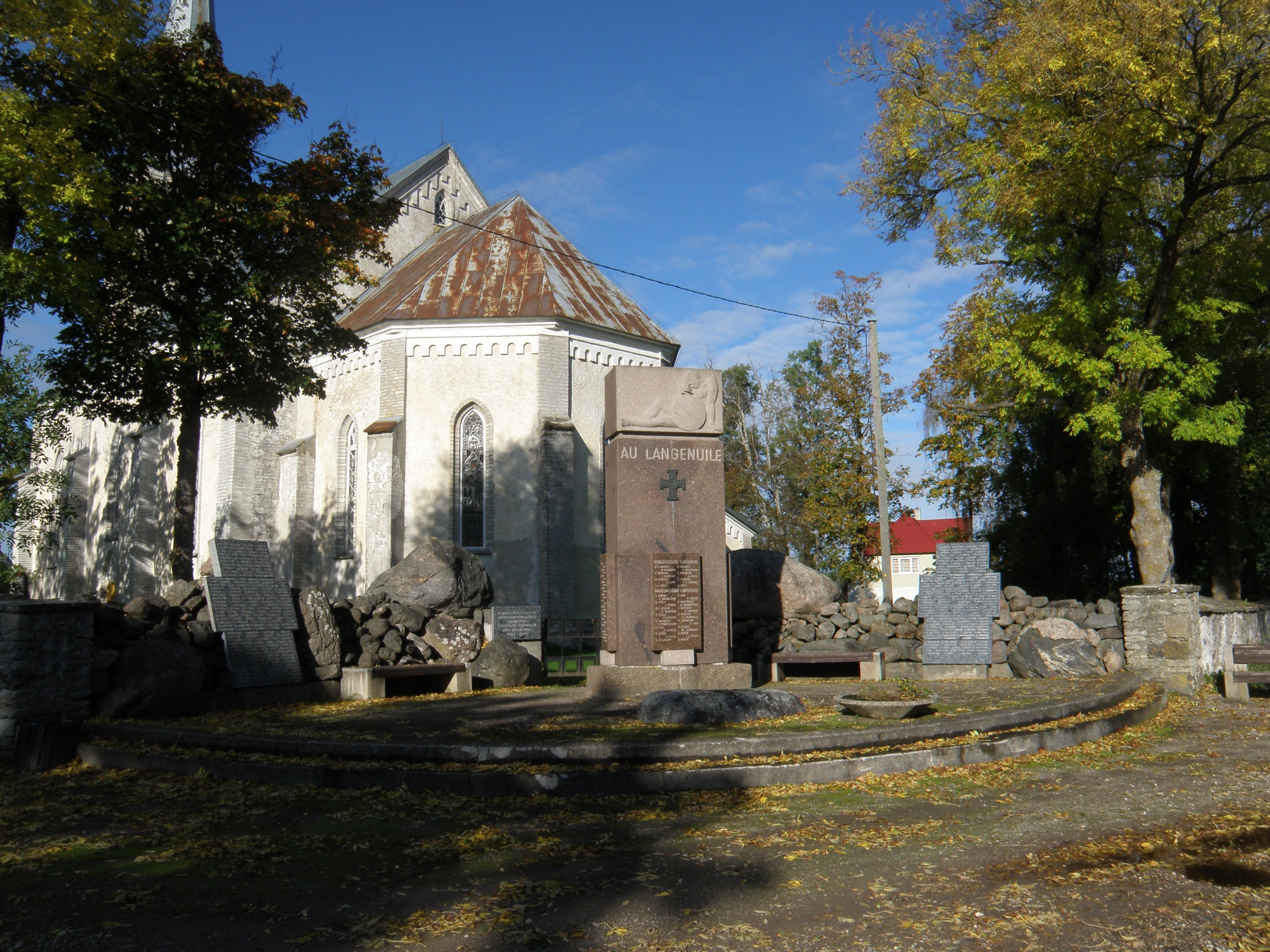
Nissi Vabadussõja mälestussammas